# 切爾卡西夫卡 (溫基夫齊區)
49°2′32″N 27°5′4″E / 49.04222°N 27.08444°E
切爾卡西夫卡（烏克蘭語：Черкасівка）是位於烏克蘭西部的村莊，由赫梅利尼茨基州裡赫梅利尼茨基區的津基夫市鎮負責管轄。該村始建於1493年，面積0.54平方公里，海拔高度265米，2001年人口75，人口密度每平方公里137.9人。